# فرناز قاضی‌زاده
فرناز قاضی‌زاده (۱۲ آذر ۱۳۵۳ در تهران) روزنامه‌نگار و یکی از مجریان شبکهٔ تلویزیونی بی‌بی‌سی فارسی است. قاضی زاده در کارنامهٔ خود کار در روزنامه‌هایی چون حیات نو، زن، نشاط، ایرانیان، هم میهن و همچنین هفته نامه‌هایی چون هفته‌نامه خانه را دارد. او از سال ۲۰۰۵، به استخدام بی‌بی‌سی فارسی درآمد.

## فعالیت حرفه‌ای

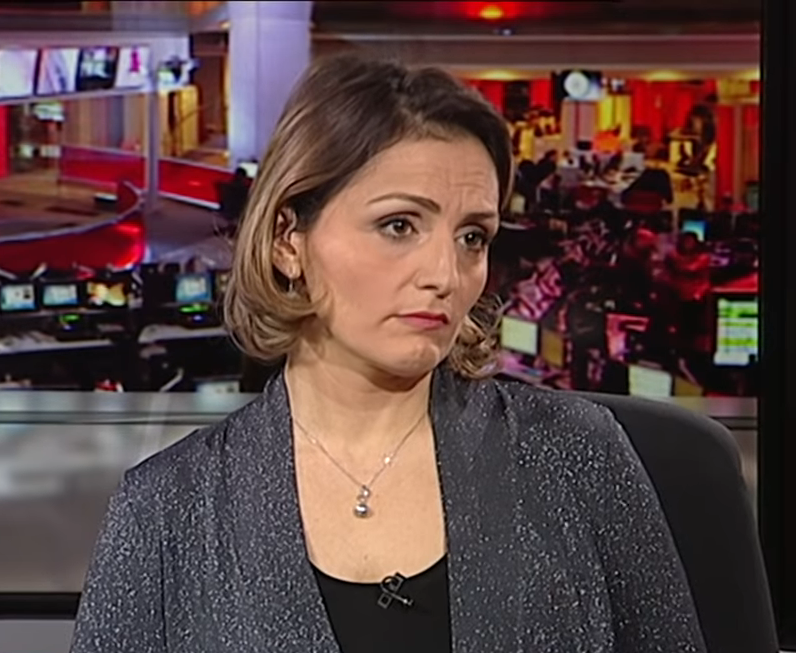
فرناز قاضی‌زاده

### در ایران
فرناز قاضی‌زاده نخستین بار در سال ۱۳۷۵ در هفته‌نامه خانه و مؤسسه روزنامه‌نگاران جوان مشغول به کار شد. وی مدتی نیز در هفته‌نامه خانه سردبیر سرویس خبر و گزارش بود. بعد از آن در سال ۱۳۷۷ به روزنامه ایرانیان رفت اما روزنامه ایرانیان مدتی بعد به دلیل مشکلات مالی تعطیل شد. در پی این تعطیلی، قاضی‌زاده به روزنامه زن رفت و در سرویس اجتماعی این روزنامه مشغول به کار شد. او در جریان راست و دروغ قتلهای زنجیره‌ای به عنوان خبرنگار روزنامه زن گزارش‌های بسیاری را تهیه کرده بود. وی در فروردین ۱۳۷۸ به روزنامه نشاط رفت. پیوستن به این روزنامه سرآغاز همکاری وی با سرویس اجتماعی مجموعه مطبوعاتی جامعه روز شد. او هم‌زمان در روزنامه آفتاب امروز هم، در سرویس فرهنگی این روزنامه مشغول بود که در نهایت در اردیبهشت ۱۳۷۹ و در جریان پروپاگاندای توقیف دست جمعی، فعالیتش را در روزنامه هم میهن به مدیر مسئولی غلامحسین کرباسچی ادامه داد.
وی از بهار ۷۹ به مدت چند ماه فعالیت خود را در قالب اجرا و گزارشگری برنامهٔ علمی کاوش که کاری از گروه علمی شبکه یک و تهیه‌کنندگی آن را همایون خیری عهده‌دار بود پی گرفت. حسین درخشان هم مدتی مجری این برنامه بود و هم‌زمان در ماهنامه تخصصی الکترونیک با عنوان سیلیکون فعالیت می‌کرد. قاضی زاده در پایان همان سال کار با ویژه نامه آخر هفته، حیات نو را آغاز کرد و بعد معاون سرویس اجتماعی حیات نو شد. دبیر سرویس مهرداد خلیلی بود. درست سال بعد که مهرداد خلیلی به روزنامه ایران رفت دبیر سرویس شد و تا تعطیلی روزنامه، در آن سمت باقی ماند. پس از آن فعالیتش را با گروهی ادامه داد که قصد تأسیس خبرگزاری میراث فرهنگی ایران (CHN) را داشتند. تا شهریور سال بعد(۱۳۸۲)، در سمت دبیر سرویس خبر از شهرستان‌ها، در خبرگزاری میراث فرهنگی ماند. وی سپس در روزنامه یاس نو مشغول به فعالیت شد و تا قبل از خروج از ایران به عنوان عضو شورای سردبیری یاس نو در این روزنامه فعالیت می‌کرد.

### خارج از ایران
قاضی‌زاده در سال ۱۳۸۲ ایران را به مقصد هلند ترک کرد و سپس در انگلستان سکونت گزید. در سال ۲۰۰۵ میلادی، به همراه مسعود بهنود، نوشابهٔ امیری، هوشنگ اسدی و حسین باستانی، عضو گروه اولیه‌ای بود که روزنامه اینترنتی روزآنلاین را راه‌اندازی کرد و برای مدتی در آن کار کرد.
وی در فوریهٔ ۲۰۰۵، به عنوان تهیه‌کنندهٔ رادیو، به استخدام بی‌بی‌سی فارسی درآمد. فرناز در بی‌بی‌سی، علاوه بر تهیهٔ گزارش، به عنوان مجری برنامه‌های رادیویی، جام جهان‌نما، چشم‌انداز بامدادی، روز هفتم و صدای شما کار کرد تا این که در سال ۲۰۰۹ به عنوان مجری تلویزیون فارسی بی‌بی‌سی کار خود را آغاز کرد. قاضی زاده در سال ۲۰۱۳ در سفری به اسرائیل انتخابات این کشور را پوشش داد.

## مصاحبه با فهیم دشتی
چند شب قبل از ترور فهیم دشتی، او با برنامه صفحه دو بی‌بی‌سی فارسی با اجرای فرناز قاضی‌زاده دربارهٔ تحولات افغانستان در حال گفتگو بود که در جریان این گفتگو، تصویر و صدای مصاحبه‌شونده محو و به جای آن شماره‌ای با فرکانس ماهواره از تلفن فهیم دشتی روی صفحه مانیتور نمایان می‌شود. در پی این اتفاق برخی گمانه زنی‌ها انگشت اتهام را به سمت شبکه بی‌بی‌سی فارسی در شناسایی محل مصاحبه و ترور وی نشانه رفت و گفته شد با این شیوه ردیابی مکانی از طریق ارائه شماره تلفن همراه توسط تلویزیون بی‌بی‌سی به مهاجمان انجام شده است و چند روز بعد فهیم دشتی در یک عملیات کشته شد.اما بی‌بی‌سی فارسی در توضیحی کلیه این اتهامات را رد کرد.

## زندگی شخصی
قاضی زاده در مهرماه سال ۱۳۸۰ با سینا مطلبی که یکی از روزنامه‌نگاران روزنامه نشاط بود، ازدواج کرد. حاصل این ازدواج، مانی، پسر آنهاست که درشهریور سال ۱۳۸۱ به دنیا آمد. فرناز برادر زاده علی‌اکبر قاضی‌زاده، روزنامه‌نگار باسابقه، و خواهر بزرگتر ساناز قاضی‌زاده از خبرنگاران و گوینده‌های شبکه تلویزیونی ایران اینترنشنال است.